# Брюхачиха
Брюхачиха — деревня в Новодугинском районе Смоленской области России. Входит в состав Извековского сельского поселения. Население — 13 жителей (2007 год).
Расположена в северо-восточной части области в 16 км к юго-западу от Новодугина, в 10 км западнее автодороги Р134 «Старая Смоленская дорога» Смоленск — Дорогобуж — Вязьма — Зубцов, на берегу реки Слуи. В 15 км восточнее деревни расположена железнодорожная станция О.п. 219-й км на линии Вязьма — Ржев.

## История
В годы Великой Отечественной войны деревня была оккупирована гитлеровскими войсками в октябре 1941 года, освобождена в марте 1943 года.

## Население
| 2014 |
| ---- |
| 8    |